# Lardoir
Pour les articles homonymes, voir Lardoir (homonymie).

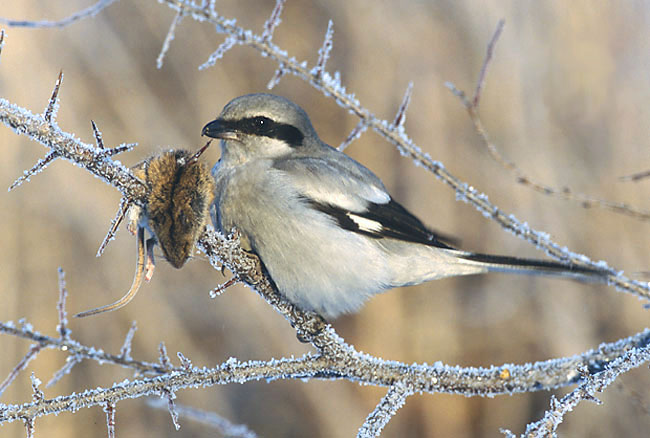
Lardoir de pie-grièche grise.

On désigne sous le nom de lardoir un emplacement utilisé par certains oiseaux prédateurs soit pour stocker leurs proies (pies-grièches) soit pour les dépecer (rapaces, pies-grièches).

## Cas des pies-grièches

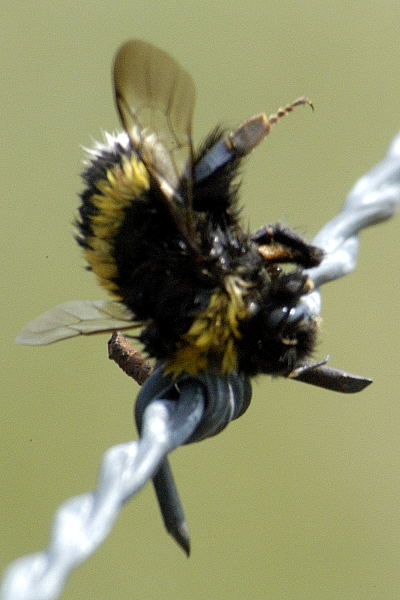
Bourdon embroché sur un fil barbelé.

Les pies-grièches manifestent régulièrement un comportement propre au genre Lanius : elles empalent certaines de leurs proies sur des épines avant de les consommer ou d'en nourrir leur nichée,. Il ne s'agit pas toujours à proprement parler d'un empalement, les proies étant parfois simplement coincées dans de petites fourches des branchages. Les pies-grièches sont susceptibles d'utiliser pour cela une grande variété de supports, y compris les pointes des fils de fer barbelés. Ce sont ces zones de stockage des proies situées sur le territoire de l'oiseau qui sont nommées lardoirs.
Les fonctions de ce comportement sont discutées. La principale serait de permettre l'immobilisation de la proie lors du dépeçage et de faciliter son ingestion. Les pies-grièches capturent en effet de grosses proies comparativement à leur taille (grands insectes, petits lézards, petits mammifères) et, ne disposant pas de serres comme les rapaces, leurs doigts sont trop faibles pour les immobiliser efficacement lorsqu'elles en prélèvent des morceaux, ce que permet l'empalement ou le coincement,. La fonction de stockage est plus débattue. Pour certains, sa durée se limiterait pour l'essentiel au temps nécessaire à la consommation de la proie, c'est-à-dire très généralement les 24 h suivant la capture mais il arrive que l'empalement d'une proie soit suivie de sa récupération, d'un nouvel empalement et de sa consommation, le tout en 5 minutes. Plusieurs arguments militent cependant en faveur de l'hypothèse d'une fonction de stockage :
1. la plus grande fréquence du comportement dans les régions au climat instable ;
2. l'augmentation du nombre de proies empalées au cours de la saison de reproduction ;
3. la corrélation positive entre l'importance du lardoir et le nombre de jeunes élevés[1].

La quasi-totalité des espèces de pies-grièches du genre Lanius ont recours à l'empalement. Il n'y a que la pie-grièche de Souza chez qui ce trait soit inconnu à l'heure actuelle, mais cela peut résulter d'un défaut d'observation. D'autres espèces, comme la pie-grièche à poitrine rose et la pie-grièche à tête rousse, n'y ont recours que très rarement. Il s'agirait d'un comportement inné, les jeunes manifestant les premiers signes d'utilisation de cette technique dès l'âge de 4 à 5 semaines après leur premier envol.